# Калачик (Верхотурский городской округ)
Калачик — посёлок в Верхотурском городском округе Свердловской области, Россия.

## Географическое положение
Посёлок расположен в 2 километрах (по автотрассе в 2 километрах) к северу от города Верхотурье, в истоке реки Калачик (левый приток реки Тура).

## Население
| 2002 | 2010 | 2021 |
| ---- | ---- | ---- |
| 475  | ↘418 | ↘354 |